# Sachsenerz Bergwerks AG
Die Sachsenerz Bergwerks AG war ein deutsches Bergbau-Unternehmen, das als Zusammenschluss mehrerer landeseigener Erzbergbaubetriebe in Sachsen entstand.

## Gründung
Am 21. Februar 1944 wies Friedrich Wernicke in einem Vortrag auf die unhaltbaren Zustände im sächsischen Erzbergbau hin und schlug die Fusion der sechs landeseigenen Bergbaubetriebe vor. Diese Bergbaugesellschaften leisteten sich sechs Vorstände und sechs Aufsichtsräte, die in keinem Verhältnis zur Größe der Unternehmen standen. Weiterhin könnten durch eine Fusion Gewinnsteuern eingespart werden, da einige Betriebe Erze im Prämienverfahren liefern und diese steuerlich nicht berücksichtigt wurden. Der höhere Gewinn kam dem Amt für Bodenforschung zugute, das vertraglich am Reingewinn der Betriebe beteiligt war. Einer der Hauptgründe für die Schaffung einer einheitlichen Gesellschaft war aber das Auftreten im europäischen Raum zur Vergrößerung und Sicherung einer eigenen Rohstoffbasis.
Diesem Fusionsvorschlag stimmte Martin Mutschmann, der Reichsstatthalter für Sachsen, zu.
In den Verschmelzungsverträgen wurden das Kapital der Sachsenerz Bergwerksgesellschaft mbH und die Kuxe der beteiligten Bergwerks-Gewerkschaften in Aktien der Zwitterstocks AG überführt. Zu diesem Zweck war eine Kapitalerhöhung bei der Zwitterstocks AG um die eingebrachten 6.250.000 Reichsmark (RM) erforderlich.
| Bergwerksgesellschaft                                            | eingebrachtes Kapital in RM | Kuxe je Aktie zu 1000 RM |
| ---------------------------------------------------------------- | --------------------------- | ------------------------ |
| Sachsenerz Bergwerksgesellschaft mbH                             | 2.790.000                   |                          |
| Gewerkschaft Zinnwalder Bergbau in Zinnwald                      | 1.485.000                   | 4,0405                   |
| Gewerkschaft Halsbrücker Bergbau in Halsbrücke                   | 1.200.000                   | 3,3334                   |
| Gewerkschaft Schneeberger Bergbau in Schneeberg                  | 725.000                     | 3,10346                  |
| Gewerkschaft Vereinigt Feld im Fastenberge in Johanngeorgenstadt | 50.000                      | 16,618                   |
| Zwitterstocks AG in Altenberg                                    | 1.500.00                    |                          |

Die vier Bergwerks-Gewerkschaften unterschrieben die Verschmelzungsverträge am 15. September 1944, die Sachsenerz Bergwerksgesellschaft mbH am 22. September 1944.

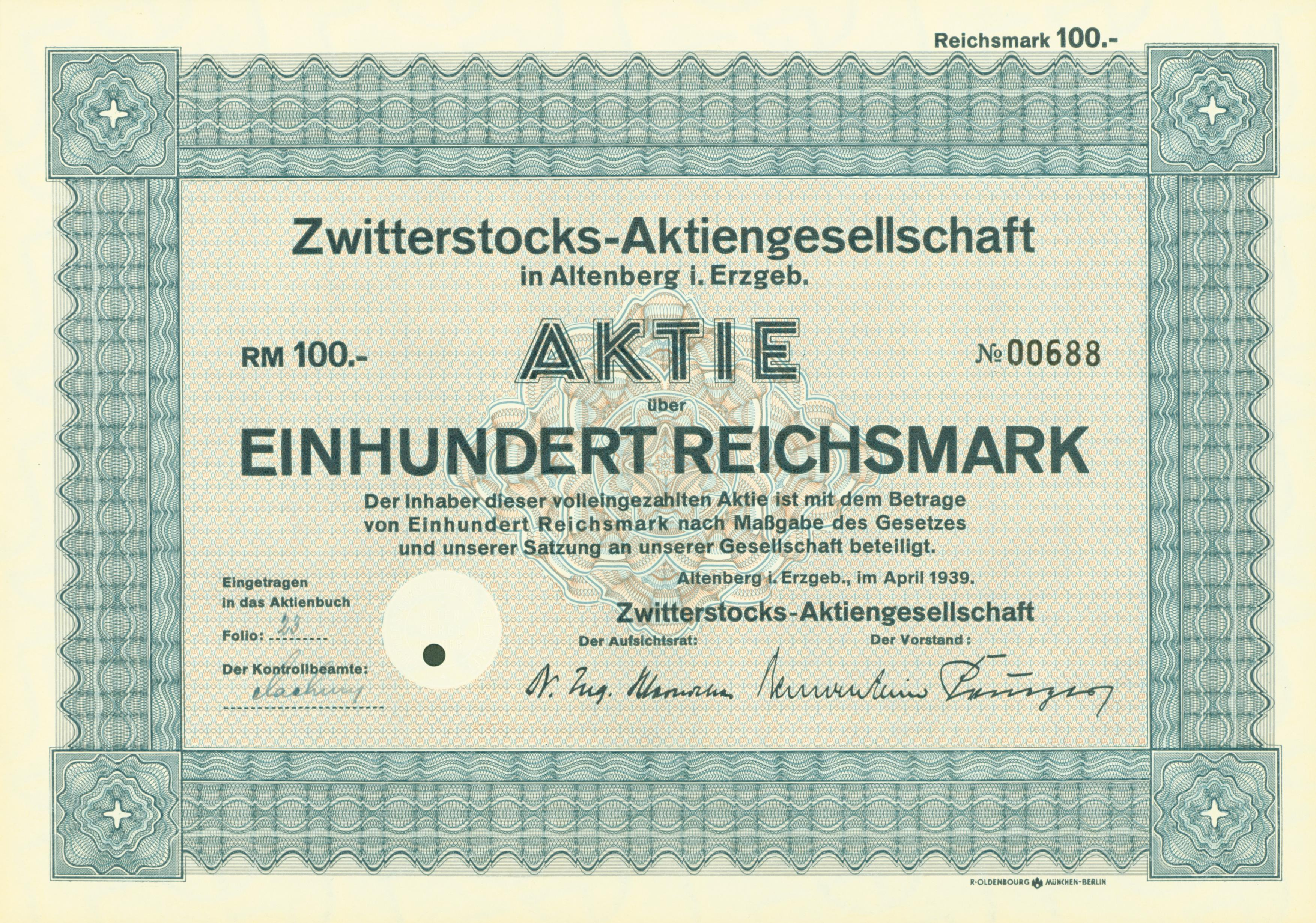
Aktie über 100 RM der Zwitterstocks-AG vom April 1939

Die Zwitterstocks AG mit Sitz in Altenberg beantragte am 16. August die Satzungsänderung und Kapitalerhöhung bei Martin Mutschmann. Dieser genehmigte diesen Vorgang am 26. August 1944. In der Hauptversammlung der Zwitterstocks AG am 22. September 1944 wurde dem Beschluss zur Verschmelzung der sechs Betriebe sowie dem Beschluss zur Kapitalerhöhung zugestimmt. Die Gesellschaft wurde in Sachsenerz Bergwerks AG umbenannt und der Sitz von Altenberg nach Freiberg verlegt. Der Verschmelzungsvertrag trat rückwirkend zum 1. April 1944 in Kraft. Die Eintragung der neuen Gesellschaft in das Handelsregister unter der Nr. HRB 36 erfolgte am 28. November 1944. 
Aufsichtsratsvorsitzender: Berghauptmann Friedrich Wernicke, Freiberg
Vorstand:
-Bergdirektor Hans Junker, Freiberg
-Bergdirektor Otto Eisentraut, Altenberg
kaufmännischer Direktor:
-E. Brockhaus, Freiberg
Prokura:
-E. Brockhaus, Freiberg
-Hüttendirektor Kurt Peukert, Freiberg
-Betriebsdirektor Alois Musil, Altenberg
-Direktor Josef Sacher, Altenberg
Aufsichtsrat
-Oberbergrat Werner Hentrich, Berlin
-Hüttendirektor Gerhard Bruns, Freital
-Oberbürgermeister Werner Hartenstein, Freiberg
-Oberregierungsrat Max Müller, Freiberg
-Walland, Freiberg

Das Gesamtunternehmen untergliederte sich wie folgt.
| Betriebsdirektion  | Betrieb                   |
| ------------------ | ------------------------- |
| Freiberg           | Himmelfahrt Fundgrube     |
|                    | Halsbrücke                |
| Ehrenfriedersdorf  | Ehrenfriedersdorf         |
|                    | Zschorlau                 |
|                    | Breitenbrunn              |
|                    | Tannenberg                |
| Altenberg          | Sadisdorf                 |
|                    | Zwitterstock              |
|                    | Zinnwald                  |
|                    | Graupen                   |
|                    | Schwarzwasseraufbereitung |
| Schneeberg         | Schneeberg                |
|                    | Martin Römer              |
|                    | Schönficht                |
|                    | Frühbuß                   |
| Johanngeorgenstadt | Johanngeorgenstadt        |
|                    | Antonsthal                |
| Neubulach          |                           |
| Zinnhütte Freiberg |                           |

Bergdirektor Hans Junker unterstanden die Betriebsabteilungen Freiberg, Ehrenfriedersdorf, Neubulach und die Betreuung des Bergwerks am Schneeberg (Südtirol) sowie die Tiroler Erzbergbau GmbH. Bergdirektor Otto Eisentraut war für die Betriebsdirektionen Altenberg, Schneeberg und die Zinnhütte Freiberg zuständig. Zuständig war er auch für die Unternehmungen in Spanien, auf dem Balkan und in Norwegen. Neben Hans Junker als Stellvertreter war er Gewerkschaftsdirektor der Gewerkschaft Sudetenerz mit Sitz in Abertham.

## Die Entwicklung 1944/1945
Die weitere Entwicklung war durch den Kriegsverlauf geprägt. Bis April 1945 war man krampfhaft bemüht, neben den schon in Betrieb befindlichen und fördernden Anlagen weitere in der Aufschließung oder Aufwältigung befindliche Anlagen in Förderung zu bringen. Obwohl das erforderliche Geld keine Rolle spielte, wurde es immer schwieriger, Material und Arbeitskräfte bereitzustellen. In Förderung standen im November 1944 Halsbrücke (Blei, Zink), Ehrenfriedersdorf (Zinn), Tannenberg (Zinn), Sadisdorf (Zinn, Wolfram), Altenberg (Zinn), Zinnwald-Militärschacht (Zinn, Wolfram), Frühbuß (Zinn), Zschorlau (Wolfram), Breitenbrunn (Eisenerz, Flussspat), Johanngeorgenstadt (Wismut) und Schneeberg (Kobalt, Wismut). In der Himmelfahrtfundgrube in Freiberg war die Aufwältigung und Untersuchung bei Kriegsende noch nicht abgeschlossen.
- Betrieb Graupen (Zinn, Molybdän) (50° 42′ 18″ N, 13° 51′ 17,2″ O)
In der Betriebsabteilung Graupen wurden drei Lagerstättenteile untersucht. Im Revier Preiselberg wurde ein Stolln zur Untersuchung der hier anstehenden Greisengänge aufgefahren. Im Revier Steinknochen wurde der Alte Martinstolln aufgewältigt und eine Untersuchung der hier anstehenden Zinnerzgänge begonnen. Eine Förderung wurde nicht aufgenommen und die Arbeiten 1944 eingestellt. Im Revier Knödelstock wurde die hier anstehende Molybdänvererzung untersucht und ab 1943 abgebaut. Die Fördermenge betrug 1944 im Durchschnitt 210 t Erz im Monat.

- Betrieb Schönficht (Wismut, Uran) (50° 3′ 54,8″ N, 12° 36′ 56,5″ O)
In einem Bericht vom 13. Juni 1944 wurde ein Betriebsplan für Schönficht vorgestellt. Die Dauer der Auffahrungsarbeiten wurde auf zwei Jahre veranschlagt, die Kosten auf 600.000 RM veranschlagt. Aus einem Bericht vom 8. Dezember 1944 geht hervor, das der Pfarrer-Pössel-Stolln aufgewältigt wurde und die Teufe des neuen Schachts bei 5 Metern stand.

- Betrieb Neubulach (Wismut, Kupfer) (48° 39′ 25,3″ N, 8° 42′ 18,7″ O)
Zur Aufarbeitung der Halden des Altbergbaus sollte eine Aufbereitungsanlage erbaut werden. Die Kosten sollten durch einen Kredit der Sächsischen Staatsbank in Höhe von 1,5 Millionen RM gedeckt werden. Das Produktionsziel lag bei 20 t Wismut im Jahr. Die Aufbereitungsanlage war zum Kriegsende betriebsbereit.

- Betrieb Martin Römer (Wolfram) (50° 37′ 20,4″ N, 12° 34′ 7,6″ O)
Ein Wolframerzgang mit einem Inhalt von 10 t Wolframit wurde untersucht und die Arbeiten im April 1945 eingestellt. Die Kosten betrugen 200.000 RM.

- Segen Gottes Antonsthal (Wismut) (50° 29′ 49,4″ N, 12° 45′ 46,9″ O)
Nach einer Anfrage zur Aufnahme des Wismutbergbaus im Segen Gottes Stolln in Antonsthal wurde im Winter 1944/1945 mit dem Abteufen eines Schachts begonnen, die Arbeiten wurden zum Kriegsende eingestellt.

- Rothenberg Erla (Roteisenstein) (50° 30′ 51,6″ N, 12° 46′ 54,5″ O)
Am 31. Januar 1945 wurde die Sachsenerz AG beauftragt, die Möglichkeit der Förderung von Roteisenstein zu prüfen. In einem Antwortschreiben vom 1. März 1945 wird die Möglichkeit der Förderung in dem seit 1870 stillgelegten Revier bestätigt. Zu weiteren Arbeiten kam es nicht.

- Johanngeorgenstadt-Breitenbach (Wismut) (50° 25′ 51,7″ N, 12° 44′ 6,8″ O)
Die Gewerkschaft Schneeberger Bergbau trat im März 1943 in Verhandlungen zum Kauf der Grubenfelder in Breitenbach ein. Ein am 17. November ausgefertigter Kaufvertrag trat nicht in Kraft, da bis zum 31. März 1945 ein am 9. September 1857 eingetragenes Grundpfandrecht nicht geklärt werden konnte.

- Betrieb Zinnwald-Kohlhau (Aufbereitung) (50° 43′ 59,8″ N, 13° 46′ 10,3″ O)
Zur Aufbereitung der Erze wurde ab November 1944 unter Tage mit dem Bau einer grenzüberschreitenden Aufbereitungsanlage begonnen. Der Investitionsaufwand betrug 6,5 Millionen RM. Als Tagesdurchsatz waren 250 t Erz vorgesehen. Die Arbeiten wurden zum Kriegsende eingestellt.

- Sudetenerz Gesellschaft Hengstererben (Zinn) (50° 22′ 56,7″ N, 12° 49′ 29,1″ O)
In einem Bericht der Grube Mauritius vom 2. Juni 1944 geht man davon aus, dass nach den umfangreichen Aufwältigungsarbeiten und Neuauffahrungen die Auffindung ausreichender Erzmittel wahrscheinlich geworden ist. Aufgrund von Arbeitskräftemangel wurden die Arbeiten im Oktober 1944 eingestellt.

- Tiroler Erzbergbaugesellschaft mbH (Molybdän) (47° 2′ 13,9″ N, 11° 38′ 39,3″ O)
Am 18. August 1943 übernahm die Sachsenerz Bergwerksgesellschaft mbH 10 Prozent der Anteile an der Gesellschaft. Am 8. Januar 1944 übernahm die Sachsenerz AG weitere 40 Prozent der Tiroler Bergwerksgesellschaft. Zu einem Erzabbau im Bergwerk an der Alpeiner Scharte kam es nicht.

- Azienda Minerali Metallici Italiana (AMMI) Schneeberg Südtirol (Blei, Zink) (46° 54′ 4,6″ N, 11° 13′ 43,7″ O)
Am 29. Juni 1944 wurde die Sachsenerz Bergwerksgesellschaft mbH mit der kommissarischen Leitung der Zink-Bleierzgrube in Schneeberg-Sterzing betraut. Die kommissarische Leitung umfasst alle Rechte und Pflichten. Geliefert wurden bis Kriegsende im Durchschnitt 235 t Blei und 1.000 t Zink im Monat.

- Kalesberg Trient (Blei) (46° 7′ 6,1″ N, 11° 10′ 32,9″ O)
In einem Schreiben vom 4. Juli 1944 wurde festgestellt, dass trotz mehrfachen Antrags bisher keine Schurfgenehmigung erfolgte, da entweder die Schreiben verloren gingen oder noch nicht bearbeitet waren.

Trotz intensivster Bemühungen und immenser Investitionen konnte keine kontinuierliche Betriebsrentabilität erreicht werden. Lediglich der Bedarf der Kriegswirtschaft an Stahlveredlern und kriegsnotwendigen Metallen wie Blei, Zinn, Zink, Wismut, Kobalt, Wolfram, Molybdän u. a. konnte zu einem Teil durch die Arbeit der Sachsenerz Bergwerks AG abgedeckt werden.

## Entwicklung nach dem Zweiten Weltkrieg
Die Situation in den Betriebsabteilungen unmittelbar nach Kriegsende im Mai 1945 war sehr unterschiedlich. In der Tabelle sind der Betriebszustand und die Besitzverhältnisse zwischen Mai 1945 und Mai 1946 aufgeführt.
| Betrieb                                         | Zustand                                   | Besitz                      |
| ----------------------------------------------- | ----------------------------------------- | --------------------------- |
| Himmelfahrt Fundgrube Freiberg                  | demontiert                                | Sachsenerz AG               |
| Grube Beihilfe Halsbrücke                       | demontiert                                | Sachsenerz AG               |
| Zwitterstock Altenberg                          | demontiert                                | Sachsenerz AG               |
| Kupfergrube Sadisdorf                           | Betrieb eingestellt Unterhaltungsarbeiten | Sachsenerz AG               |
| Vereinigt Feld Fundgrube Ehrenfriedersdorf      | demontiert                                | Sachsenerz AG               |
| Zschorlauer Bergsegen Zschorlau                 | Betrieb eingestellt Unterhaltungsarbeiten | Sachsenerz AG               |
| Zinngrube Tannenbergsthal                       | Betrieb eingestellt Unterhaltungsarbeiten | Sachsenerz AG               |
| St. Christoph Fundgrube Breitenbrunn            | Betrieb eingestellt Unterhaltungsarbeiten | Sachsenerz AG               |
| Vereinigt Feld im Fastenberg Johanngeorgenstadt | Betrieb eingestellt Unterhaltungsarbeiten | Sachsenerz AG               |
| Schneeberger Bergbau Schneeberg                 | Betrieb eingestellt Unterhaltungsarbeiten | Sachsenerz AG               |
| Zinnwald Betrieb Militärschacht                 | Betrieb eingestellt                       | ČSR                         |
| Zinnwald Betrieb Kohlhau                        | Betrieb eingestellt                       | ČSR                         |
| Zinnwald Betrieb Graupen                        | Betrieb eingestellt                       | ČSR                         |
| Schneeberg Betrieb Schönficht                   | Betrieb eingestellt                       | ČSR                         |
| Schneeberg Betrieb Frühbuß                      | Betrieb eingestellt Unterhaltungsarbeiten | ČSR                         |
| Betrieb Neubulach                               | aufgelöst                                 | französische Besatzungszone |
| Schwarzwasseraufbereitung Altenberg             | demontiert                                | Sachsenerz AG               |
| Zinnhütte Freiberg                              | demontiert                                | Sachsenerz AG               |

Nach dem Ende des Krieges war die Verbindung zwischen der Betriebsleitung in Freiberg und den Betrieben im unbesetzten Gebiet (Freie Republik Schwarzenberg) und der Tschechoslowakei abgerissen. Man bemühte sich um Informationen über den Zustand der Betriebe. So wurde am 25. Mai 1945 der Angestellte Franz Mende nach Frühbuß geschickt. In Kadaň (Kaaden) wurde er am 30. Mai trotz gültiger Papiere verhaftet und erst am 23. Juni entlassen und nach Deutschland zurückgeschickt.
Am 20. Juni wurde der Angestellte Martin Saby zu den im Westerzgebirge liegenden Betrieben geschickt. Die in der sowjetischen Besatzungszone befindlichen Betriebe Schneeberg, Zschorlau, Breitenbrunn und Johanngeorgenstadt konnte er problemlos erreichen, ganz im Gegensatz dazu der Betrieb Tannenbergsthal. Dieser lag im US-amerikanisch besetzten Gebiet und das Betreten des Gebietes war illegal. Er fand alle Betriebe unzerstört und betriebsbereit vor, wie er es in seinem Abschlussbericht vom 29. Juni darlegte. Später wurde Saby verhaftet und starb am 18. März 1947 im Speziallager Nr. 1 Mühlberg.
Die Aufsichtsratsmitglieder Friedrich Wernicke, Werner Hentrich und Gerhard Bruns flüchteten in die Westzonen. Werner Hartenstein wurde verhaftet und starb 1947 im Speziallager Jamlitz. Ebenfalls verhaftet wurde Vorstandsmitglied Otto Eisentraut, er starb am 16. Januar 1947 im Speziallager Nr. 1 Mühlberg. Über den Verbleib des Aufsichtsratsmitgliedes Walland und des Vorstandsmitglieds Hans Junker ist nichts bekannt.
Kommissarisch wurde der Halsbrücker Oberhüttendirektor Rudolf Richter in den Vorstand berufen. Neben dem verbliebenen Oberregierungsrat Max Müller wurde Franz Brenthel in den Aufsichtsrat berufen. Im Amt blieb der kaufmännische Direktor E. Brockhaus. Weitere Prokura erhielt Bergdirektor Willy Rumscheidt.
Dieses Führungsgremium hatte aber keinen langen Bestand. Anfang 1946 wurde Rudolf Richter verhaftet und Ende 1946 Franz Brenthel entlassen.
Am 4. Juni 1946 erging der Befehl Nr. 23 vom Stellvertreter des Obersten Chefs der SMA, Generalmajor Dubrowski, zum Wiederaufbau der Schachtanlagen bzw. zur Wiederaufnahme der Förderung an die Schachtanlagen Freiberg, Halsbrücke, Tannenberg, Zschorlau, Sadisdorf, Altenberg, Schneeberg, Johanngeorgenstadt und Breitenbrunn.
Am 1. August 1946 wurde auf Beschluss der Landesverwaltung Sachsen die Industrieverwaltung 6 gebildet. Ihr wurden die Bergbaubetriebe der Sachsenerz AG unterstellt. Der Personalbestand der Betriebe betrug im November 1946 69 Angestellte und 1026 Arbeiter. In den Zahlen sind die Betriebe Schneeberg und Johanngeorgenstadt nicht enthalten. Am 15. Juli 1946 wurden die Bergbauanlagen des Johanngeorgenstädter Reviers von sowjetischen Militäreinheiten beschlagnahmt und zur militärischen Sperrzone erklärt. Die Beschäftigtenzahl betrug im November 700. Im August 1946 wurden auch die Bergbauanlagen des Schneeberger Reviers beschlagnahmt. Hier betrug die Zahl der Beschäftigten im Dezember 2300 Personen. Im November 1946 wurde auch das Bergbaurevier Breitenbrunn durch sowjetische Militäreinheiten beschlagnahmt. Die Lohnzahlung dieser drei Betriebe wurde aber weiterhin über die Sachsenerz AG abgewickelt.
Am 30. Mai 1947 wurden die Anlagen der drei Betriebe auf Grundlage des Befehls Nr. 131 der SMA Sachsen in sowjetisches Eigentum überführt. Nach Eintragung der Zweigniederlassung der Wismut AG in das Handelsregister in Aue am 2. Juli 1947, wurden sie als Objekt 01, Objekt 03 und Objekt 08 direkt der Hauptverwaltung der Wismut AG unterstellt.
Der Betrieb Zschorlauer Bergsegen wurde am 1. Dezember 1946 vorübergehend von der Wismut übernommen.
Eine Besprechung am 27. Januar 1947 macht den problematischen rechtlichen Status der Sachsenerz AG deutlich. Im Sinne des Volksentscheids vom 30. Juni 1946 war die AG kein landeseigener Betrieb. Man konnte sie auch nicht zum landeseigenen Betrieb erklären, da in diesem Fall die Frage der Altschulden aus der Zeit vor dem 8. Mai 1945 nicht geklärt gewesen wäre. Damit war eine Verstaatlichung nach § 235 des Aktiengesetzes ausgeschlossen. Die AG musste deshalb reorganisiert werden.
Nach der Verabschiedung des Gesetzes zur Überführung von Erzbergbaubetrieben in Landeseigentum vom 28. Mai 1947 ging die Landesregierung davon aus, dass die Betriebe der Sachsenerz AG ebenfalls diesem Gesetz unterliegen. Das wurde allerdings von der Industrieverwaltung 6 angezweifelt. In einem Schreiben vom 2. Juli 1947 wies sie die Landesregierung darauf hin, dass die Betriebe der Sachsenerz AG nicht unter den im Gesetz genannten Betrieben aufgeführt wurden. Im Antwortschreiben der Landesregierung vom 3. September 1947 wurde aber davon ausgegangen, dass die Betriebe der Sachsenerz AG der Industrieverwaltung übertragen wurden. Allerdings könne ein Schuldenerlass nicht stattfinden. Damit verfügte die Sachsenerz AG über keine Vermögenswerte mehr. Über den weiteren Ablauf der Auflösung der Gesellschaft besteht keine Klarheit.
Die Industrieverwaltung 6 widersprach dieser Darstellung am 23. September 1947 erneut und stellte eine Liste der Aktionäre auf.
| Aktionär                                  | Nennwert der Aktien |
| ----------------------------------------- | ------------------- |
| Land Sachsen                              | 1.123.900 RM        |
| Sächsische Bank Dresden                   | 3.300 RM            |
| Sächsische Staatsbank Dresden             | 900 RM              |
| Stadt Freiberg                            | 500 RM              |
| Privatbesitz                              | 2900 RM             |
| Kapitalerhöhung 1944 für das Land Sachsen | 6.249.000 RM        |
| Privatbesitz                              | 1000 RM             |
| unbekannt                                 | 368.500 RM          |
| Gesamtbesitz                              | 7.750.000 RM        |

Das Land Sachsen war mit 95 Prozent der Aktien Hauptaktionär. Es wurde der Vorschlag unterbreitet, einen neuen Aufsichtsrat zu bilden. Da von sechs Aufsichtsratsmitgliedern nur noch der stellvertretende Vorsitzende Oberregierungsrat Max Müller zur Verfügung stand, ging man davon aus, dass der Bestellung eines neuen Aufsichtsrats nichts im Weg steht. Damit wäre der Weg zu einer geordneten Liquidierung der Sachsenerz AG frei.
Am 27. Januar 1948 wurden vor dem Registergericht in Freiberg im Auftrag des Landes Sachsen als Hauptaktionär drei Vertreter für den Zeitraum der Verhinderung der fünf Aufsichtsratsmitglieder bestellt. Dies waren:
-	Oberregierungsrat Adolf Reusch
-	Direktor Kurt Schmidt
-	Justitiar Georg Schröter
Dieser Aufsichtsrat war dann im Rahmen einer Hauptversammlung befähigt, die Liquidierung der Sachsenerz AG einzuleiten.
In einem Schreiben der Landesregierung vom 25. März 1948 wurde der Industrieverwaltung 6 mitgeteilt, dass die Sachsenerz AG mit dem Gesetz vom 28. Mai 1947 in Landeseigentum übergegangen ist und rückwirkend zum 1. Januar 1948 der Industrieverwaltung unterstellt wird. Am 26. Mai 1948 wurde dieses Verfahren revidiert und die Sachsenerz AG in die zum 1. Juli 1948 gegründete VVB Buntmetall übernommen. Am 26. August 1948 stellten die Staatlich-Sächsischen Hütten- und Blaufarbenwerke Freiberg beim Amtsgericht Freiberg den Antrag zur Löschung der Sachsenerz Bergwerks AG im Handelsregister. Das Amtsgericht lehnte diesen Antrag ab mit dem Hinweis, dass nur das Land Sachsen als Hauptaktionär diesen Antrag stellen kann. Über die Ablehnung wurde die Hauptverwaltung Metallurgie in Berlin informiert. 
Am 24. November 1948 wurde die Sachsenerz Bergwerks AG im Handelsregister beim Freiberger Amtsgericht gelöscht.